# Stora döden
Stora döden: den värsta katastrof som drabbat Europa är en bok av Dick Harrison som utkom 2000. Boken är på 480 sidor och behandlar ingående olika aspekter på pestens härjningar under främst 1300-talet. Den belönades med Augustpriset 2000.